# FX Interactive
FX Interactive è una società spagnola editrice, distributrice e più raramente sviluppatrice di videogiochi per computer in Italia e in Spagna.
È stata fondata il 1º giugno 1999, e le sue sedi principali si trovano a Madrid e a Milano.
L'azienda è conosciuta per la serie videoludica strategica Imperivm e anche per i molti titoli sportivi (sull'automobilismo, con i rally e sul motociclismo con la classe Moto GP).

## Storia
La società venne fondata in Spagna il 1º giugno 1999 da Pablo Ruiz e altri ex membri della Dinamic Multimedia con l'obiettivo di diventare il punto di riferimento del mercato videoludico spagnolo, sia importando e traducendo videogiochi esistenti sia con la creazione di videogiochi proprietari all'interno degli FX Studio.
I primi prodotti pubblicati in Spagna furono FX Chess (un videogioco di scacchi), La Bibbia per bambini (un videogioco educativo per bambini con episodi tratti dalla Bibbia) e Traitors Gate.
La FX Interactive è arrivata in Italia nel settembre del 2002 e il primo prodotto pubblicato è stato Tzar: Excalibur e il Re Artù.
La caratteristica principale della FX Interactive era l'adozione di una politica sui prezzi che mirava alla vendita dei propri prodotti al minor prezzo possibile.
La distribuzione avveniva nelle edicole, nei grandi magazzini e nei negozi specializzati.
Dalla sua fondazione la società ha gestito licenze a livello internazionale, importando e traducendo per il mercato italiano e spagnolo più di 85 titoli sviluppati da varie software house, e diventando una delle più importanti aziende spagnole del settore negli anni 2000.
Tra gli studi rappresentati i più famosi sono: Ascaron Entertainment (Germania), CDV Software Entertainment (Germania), Funcom (Norvegia), Haemimont Games (Bulgaria), Heuristic Park (USA), Pendulo Studios (Spagna), e Playlogic (Paesi Bassi).
La FX Interactive è divisa in due parti: una si occupa di tutto ciò che concerne l'importazione e la localizzazione dei videogiochi. L'altra parte, gli Studio FX, si occupano della produzione propria della FX Interactive. Il primo progetto sviluppato dagli Studio FX è stato Navy Moves (ispirato al Navy Moves del 1988 della Dinamic), il cui sviluppo si è protratto nel tempo per molti anni. Un altro è chiamato FX Calcio, un gioco di calcio manageriale.
Alla fine degli anni 2000 l'azienda cominciò il suo declino, passando dal picco di entrate di 12,4 milioni di euro del 2005 a poco più di un milione nel 2014. Tra le principali cause ci fu lo scarso adeguamento al mercato, che attraversava il crollo delle vendite dei giochi su supporti fisici in favore della distribuzione digitale; nel 2011 l'azienda fondò un proprio negozio digitale, FX Store, preferendo non affidarsi alla ben più affermata piattaforma Steam, appoggiandosi al browser Mozilla Firefox invece di un client vero e proprio, ma ebbe scarso successo, tant'è che ha chiuso i battenti a inizio 2022. Difficoltà si ebbero anche con i giochi sviluppati internamente, Navy Moves, FX Calcio e FX Tanks (mai pubblicato).
Nel 2017 è stata dichiarata l'insolvenza dell'azienda, che è sull'orlo della chiusura. Il sito principale non viene più aggiornato dal 2016.
Nel marzo 2021 i server dell'FX Store vengono coinvolti nel devastante incendio al Datacenter OVH di Strasburgo. Il 12 febbraio 2022 viene annunciato l'imminente trasferimento e avvio dei nuovi server, stimando che questi possano diventare operativi dal 17 marzo dello stesso anno, data poi nuovamente spostata al luglio 2023. L'8 giugno 2023, a poche settimane dalla scadenza, sulla pagina Facebook spagnola di FX Interactive viene pubblicato un post che fa riferimento a una nuova piattaforma, chiamata FX+ la cui presentazione è prevista per il mese successivo, auspicando l'apertura di una versione beta entro la fine del 2023. Tuttavia, la presentazione di questa piattaforma non è mai avvenuta e i canali social italiani di FX, dopo non aver più fornito alcun aggiornamento, sono stati successivamente chiusi, così come il sito web italiano.

## Videogiochi
| Titolo                                         | Sviluppatore                      | Genere                             | Data pubblicazione*                 |
| ---------------------------------------------- | --------------------------------- | ---------------------------------- | ----------------------------------- |
| 4x4 Off-Road Drive                             | 1C:Avalon                         | Simulatore di guida                | 2011 data sconosciuta               |
| After the War                                  | CREOTEAM                          | Azione                             | data sconosciuta                    |
| Agricultural Simulator: Gold Edition 2013      | UIG Entertainment                 | Simulatore agricolo                | 8 novembre 2013                     |
| Agricultural Simulator: Historical Farming     | UIG Entertainment                 | Simulatore agricolo                | 8 novembre 2013                     |
| Alea Iacta Est - L'Impero Romano in guerra     | AGEOD                             | Strategia                          | 2012                                |
| American Conquest                              | GSC Game World                    | Strategia in tempo reale           | 11 novembre 2006 29 aprile 2006     |
| Apache vs. Havoc                               | Razorworks                        | Simulatore di volo                 | 20 novembre 2004 11 aprile 2004     |
| Avencast: Rise of the Mage                     | ClockStone Software               | Action RPG                         | 26 giugno 2008 19 giugno 2006       |
| Blood Bowl: Legendary Edition                  | Cyanide Studios                   | Strategia in tempo reale, Sportivo | 2012                                |
| Caos a Deponia                                 | Daedalic Entertainment            | Avventura                          | 2012                                |
| Castrol Honda Superbike 2000                   | Interactive Entertainment Limited | Simulatore di guida                | data sconosciuta                    |
| Cities XL                                      | Monte Cristo                      | Gestionale                         | data sconosciuta                    |
| City Life: Premium                             | Monte Cristo                      | Gestionale                         | data sconosciuta                    |
| Civilization II                                | MicroProse                        | Strategia a turni                  | 23 marzo 2003                       |
| Codename: Panzers Phase I                      | StormRegion                       | Strategia in tempo reale           | 21 ottobre 2006 11 marzo 2006       |
| Codename: Panzers Phase II                     | StormRegion                       | Strategia in tempo reale           | 19 settembre 2006 25 febbraio 2007  |
| Colin McRae: Dirt 2                            | Codemasters                       | Simulatore di guida                | data sconosciuta                    |
| Colin McRae Rally 2.0                          | Codemasters                       | Simulatore di guida                | 2 ottobre 2004 29 febbraio 2004     |
| Colin McRae Rally 04                           | Codemasters                       | Simulatore di guida                | data sconosciuta 19 febbraio 2006   |
| Conquistatori del Nuovo Mondo                  | BitComposer Games                 | Strategia a turni, Gioco di ruolo  | 2013                                |
| Cossacks: European Wars                        | GSC Game World                    | Strategia in tempo reale           | 16 dicembre 2006                    |
| Crazy Machines 2                               | FAKT Software/Pepper Games        | Rompicapo                          | 4 giugno 2009                       |
| Crazy Taxi                                     | Hitmaker/SEGA                     | Simulatore di guida                | 18 aprile 2004                      |
| Crazy Taxi 3                                   | Hitmaker/SEGA                     | Simulatore di guida                | 4 novembre 2006 4 marzo 2006        |
| Death to Spies                                 | Haggard Games                     | Sparatutto in prima persona        | data sconosciuta                    |
| Delta Force 2                                  | NovaLogic                         | Sparatutto in prima persona        | 3 dicembre 2005 24 aprile 2005      |
| Delta Force: Black Hawk Down                   | NovaLogic                         | Sparatutto in prima persona        | 18 novembre 2006 1º aprile 2006     |
| Disciples III Renaissance                      | Akella                            | Strategia a turni                  | 23 settembre 2010                   |
| Dracula: Origin                                | Frogwares                         | Horror, Avventura                  | data sconosciuta                    |
| Dracula II                                     | Blue Label Entertainment          | Horror, Avventura                  | 10 dicembre 2005 17 aprile 2005     |
| Dragon's Lair                                  | Digital Leisure                   | DVD game, Avventura                | 4 maggio 2003                       |
| Dragon's Lair II: Time Warp                    | Digital Leisure                   | DVD game, Avventura                | data sconosciuta                    |
| Drakensang: Phileasson's Secret                | Radon Labs                        | Gioco di ruolo                     | data sconosciuta                    |
| Drakensang: The Dark Eye                       | Radon Labs                        | Gioco di ruolo                     | 4 giugno 2009 29 maggio 2009        |
| Drakensang: The River of Time                  | Radon Labs                        | Gioco di ruolo                     | agosto 2010                         |
| Dungeons                                       | Realmforge Studios                | Strategia                          | data sconosciuta                    |
| Dungeons: The Dark Lord                        | Realmforge Studios                | Strategia                          | data sconosciuta                    |
| Eador: Genesis                                 | Nowbird Game Studios              | Strategia a turni, Gioco di ruolo  | 12 settembre 2013 27 settembre 2013 |
| Eador: Masters of the Broken World             | Nowbird Game Studios              | Strategia a turni, Gioco di ruolo  | 12 settembre 2013 27 settembre 2013 |
| F-22 Total Air War                             | Digital Image Design              | Simulatore di volo                 | data sconosciuta                    |
| FlatOut                                        | Bugbear Entertainment             | Simulatore di guida                | 7 giugno 2006 25 marzo 2007         |
| FlatOut 2                                      | Bugbear Entertainment             | Simulatore di guida                | 7 giugno 2006 25 marzo 2007         |
| FlatOut 3                                      | Team6 Game Studios                | Simulatore di guida                | 2011                                |
| Football Generation                            | Trecision                         | Sportivo                           | 13 novembre 2004 20 aprile 2003     |
| Fritz 5                                        | ChessBase                         | Scacchi                            | data sconosciuta                    |
| Fritz 6                                        | ChessBase                         | Scacchi                            | 27 novembre 2004 25 aprile 2004     |
| Fritz 8                                        | ChessBase                         | Scacchi                            | data sconosciuta                    |
| Fuga da Deponia                                | Daedalic Entertainment            | Avventura                          | 2012                                |
| FX Calcio / FX Fútbol                          | FX Interactive                    | Sportivo manageriale               | 8 maggio 2013                       |
| FX Calcio 2.0 / FX Fútbol 2.0                  | FX Interactive                    | Sportivo manageriale               | 29 novembre 2013                    |
| Gas Guzzlers: Combat Carnage                   | Pandora Studio/Gamespires         | Simulatore di guida                | data sconosciuta                    |
| Half-Life                                      | Valve Corporation                 | Sparatutto in prima persona        | 9 marzo 2003                        |
| Hollywood Monsters                             | Pendulo Studios                   | Avventura grafica                  | 4 dicembre 2004 data sconosciuta    |
| Hollywood Monsters 2                           | Pendulo Studios                   | Avventura grafica                  | data sconosciuta                    |
| Il primo Templare                              | Haemimont Games                   | Avventura dinamica                 | data sconosciuta                    |
| Imperivm: Civitas                              | Haemimont Games                   | Strategia in tempo reale           | data sconosciuta 28 novembre 2006   |
| Imperivm: Civitas II                           | Haemimont Games                   | Strategia in tempo reale           | data sconosciuta 3 dicembre 2007    |
| Imperivm: Civitas III                          | Haemimont Games                   | Strategia in tempo reale           | data sconosciuta 2 dicembre 2008    |
| Imperivm: La guerra gallica                    | Haemimont Games                   | Strategia in tempo reale           | 29 ottobre 2005 7 marzo 2004        |
| Imperivm: Le grandi battaglie di Roma          | Haemimont Games                   | Strategia in tempo reale           | 29 ottobre 2005 25 febbraio 2006    |
| Imperivm: Le guerre puniche                    | Haemimont Games                   | Strategia in tempo reale           | 9 ottobre 2004 6 marzo 2005         |
| Imperivm Online                                | Haemimont Games                   | Strategia in tempo reale           | 1º dicembre 2009 26 novembre 2009   |
| Jack Keane: Al riscatto dell'Impero britannico | Deck13 Interactive                | Avventura                          | aprile 2008 data sconosciuta        |
| King's Bounty: Armored Princess                | Katauri Interactive               | Gioco di ruolo, Strategia a turni  | data sconosciuta                    |
| King's Bounty: Crossworlds                     | Katauri Interactive               | Gioco di ruolo, Strategia a turni  | data sconosciuta                    |
| King's Bounty: The Legend                      | Katauri Interactive               | Gioco di ruolo, Strategia a turni  | data sconosciuta                    |
| La città perduta di Zerzura                    | Cranberry Production              | Avventura grafica                  | 26 luglio 2012 data sconosciuta     |
| Le Crociate                                    | NeocoreGames                      | Strategia in tempo reale           | data sconosciuta                    |
| Lucius                                         | Shiver Games                      | Horror, Avventura                  | 26 ottobre 2012                     |
| Mars Invader                                   | Apollo Entertainment              | Arcade                             | 17 dicembre 2005 1º maggio 2005     |
| Men of War                                     | Best Way/Digitalmindsoft          | Strategia in tempo reale           | data sconosciuta                    |
| Men of War: Assault Squad                      | Digitalmindsoft                   | Strategia in tempo reale           | 24 febbraio 2011                    |
| Men of War: Condemned Heroes                   | Best Way                          | Strategia in tempo reale           | data sconosciuta                    |
| Men of War: Vietnam                            | Best Way                          | Strategia in tempo reale           | data sconosciuta                    |
| Mind Training                                  | MindHabits                        | Rompicapo                          | dicembre 2008 4 dicembre 2008       |
| Morpheus                                       | Soap Bubble Productions           | Avventura                          | data sconosciuta                    |
| MotoGP: Ultimate Racing Technology             | Climax Brighton/THQ               | Simulatore di guida                | 22 ottobre 2005 10 aprile 2005      |
| MotoGP: Ultimate Racing Technology 2           | Climax Brighton/THQ               | Simulatore di guida                | 18 febbraio 2007                    |
| Navy Moves                                     | FX Interactive                    | Azione                             | data sconosciuta                    |
| New York Crimes                                | Pendulo Studios                   | Avventura grafica                  | 29 marzo 2012                       |
| Omerta - City of Gangsters                     | Haemimont Games                   | Strategia a turni                  | 28 febbraio 2013                    |
| Painkiller                                     | People Can Fly                    | Sparatutto in prima persona        | 1º aprile 2007                      |
| Patrician II                                   | Ascaron Entertainment             | Gestionale, Strategia              | 28 marzo 2004                       |
| Patrician III - L'impero dei mari              | Ascaron Entertainment             | Gestionale, Strategia              | data sconosciuta 25 marzo 2006      |
| Patrician IV - L'impero dei mari               | Gaming Minds Studios              | Gestionale, Strategia              | data sconosciuta                    |
| PC Atletica Oro                                | Dinamic Multimedia                | Sportivo                           | 16 ottobre 2004 30 marzo 2003       |
| Port Royale                                    | Ascaron Entertainment             | Gestionale, Strategia              | 12 novembre 2005 3 aprile 2005      |
| Port Royale 2: Impero e pirati                 | Ascaron Entertainment             | Gestionale, Strategia              | luglio 2005 data sconosciuta        |
| Power Tank                                     | ElectroTECH Software              | Azione                             | data sconosciuta                    |
| Pro Beach Soccer                               | PAM/Microïds                      | Sportivo                           | 19 novembre 2005 data sconosciuta   |
| Pro Farm Simulator                             | UIG Entertainment                 | Simulatore agricolo                | 8 novembre 2013                     |
| Pro Race Driver                                | Codemasters                       | Simulatore di guida                | 27 febbraio 2005                    |
| Race Driver: GRID                              | Codemasters                       | Simulatore di guida                | data sconosciuta                    |
| Real War                                       | Rival Interactive                 | Strategia in tempo reale           | 6 aprile 2003                       |
| Real Warfare 2: Le Crociate del Nord           | Unicorn Games                     | Strategia in tempo reale           | data sconosciuta                    |
| Re Artù                                        | NeocoreGames                      | Strategia in tempo reale           | data sconosciuta                    |
| Roland Garros 2002                             | Carapace Entertainment            | Sportivo                           | data sconosciuta                    |
| Runaway: A Road Adventure                      | Pendulo Studios                   | Avventura grafica                  | 23 ottobre 2004 6 marzo 2003        |
| Runaway 2: The Dream of the Turtle             | Pendulo Studios                   | Avventura grafica                  | 21 giugno 2007                      |
| Sacred: La leggenda dell'arma sacra            | Ascaron Entertainment             | Action RPG                         | 26 novembre 2005 20 marzo 2005      |
| Scacchi Premium                                | ChessBase                         | Scacchi                            | 9 dicembre 2006 8 aprile 2006       |
| Sega Rally 2                                   | SEGA                              | Simulatore di guida                | data sconosciuta                    |
| Sherlock Holmes - L'avventura                  | Frogwares                         | Avventura                          | giugno 2008 11 marzo 2007           |
| Sherlock Holmes contro Jack lo Squartatore     | Frogwares                         | Avventura                          | 24 settembre 2009                   |
| Sherlock Holmes e il Re dei Ladri              | Frogwares                         | Avventura                          | agosto 2010                         |
| Ski Alpin                                      | RTL Playtainment                  | Sportivo                           | 28 ottobre 2006 18 marzo 2006       |
| Sniper: Ghost Warrior                          | City Interactive                  | Azione                             | data sconosciuta                    |
| Space Ace                                      | Digital Leisure                   | DVD game, Avventura                | data sconosciuta                    |
| Sparta - La battaglia delle Termopili          | World Forge                       | Strategia in tempo reale           | data sconosciuta 7 novembre 2007    |
| Sparta II - Le conquiste di Alessandro Magno   | World Forge                       | Strategia in tempo reale           | 22 ottobre 2009                     |
| StarCraft                                      | Blizzard Entertainment            | Strategia in tempo reale           | 2 maggio 2004                       |
| Strike Fighters Flight Simulator               | Third Wire Productions            | Simulatore di volo                 | giugno 2007 8 aprile 2007           |
| Submarine TITANS                               | Ellipse Studios                   | Strategia in tempo reale           | data sconosciuta                    |
| Superbike Racing                               | Interactive Entertainment Limited | Simulatore di guida                | 30 ottobre 2004 data sconosciuta    |
| Supreme Snowboarding                           | Atari                             | Sportivo                           | 5 novembre 2005 27 marzo 2005       |
| Take On Helicopters                            | Bohemia Interactive               | Simulatore di volo                 | data sconosciuta                    |
| The Fallen                                     | The Collective, Inc.              | Azione                             | data sconosciuta                    |
| The House of the Dead                          | Wow Entertainment/SEGA            | Sparatutto in prima persona        | 13 aprile 2003                      |
| The House of the Dead 2                        | Wow Entertainment/SEGA            | Sparatutto in prima persona        | 4 aprile 2004                       |
| The Longest Journey                            | Funcom                            | Avventura grafica                  | 14 marzo 2004                       |
| TOCA Race Driver                               | Codemasters                       | Simulatore di guida                | 15 ottobre 2005 data sconosciuta    |
| TOCA Race Driver 2                             | Codemasters                       | Simulatore di guida                | 16 ottobre 2006 11 febbraio 2007    |
| Torrente: El Juego                             | Virtual Toys                      | Azione                             | 21 marzo 2004                       |
| Tortuga: Pirati del Nuovo Mondo                | Ascaron Entertainment             | Gestionale, Strategia              | data sconosciuta                    |
| TrackMania                                     | Nadeo                             | Simulatore di guida                | 4 marzo 2007                        |
| TrackMania United Forever                      | Nadeo                             | Simulatore di guida                | data sconosciuta                    |
| Trainz Simulator 12                            | N3V Games                         | Simulatore di treno                | 18 luglio 2013                      |
| Traitors Gate                                  | Daydream Software                 | Avventura grafica                  | data sconosciuta                    |
| Trials 2 - Second Edition                      | RedLynx                           | Simulatore di guida                | novembre 2008 11 dicembre 2008      |
| Tropico                                        | PopTop Software                   | Gestionale                         | data sconosciuta                    |
| Tropico: Paradise Island                       | PopTop Software                   | Gestionale                         | data sconosciuta                    |
| Tropico 2: Il covo dei pirati                  | Frog City Software                | Gestionale                         | data sconosciuta                    |
| Tropico 3                                      | Haemimont Games                   | Gestionale                         | data sconosciuta                    |
| Tropico 3: Absolute Power                      | Haemimont Games                   | Gestionale                         | data sconosciuta                    |
| Tropico 4                                      | Haemimont Games                   | Gestionale                         | data sconosciuta                    |
| Tropico 4: Modern Times                        | Haemimont Games                   | Gestionale                         | data sconosciuta                    |
| Turok: Dinosaur Hunter                         | Acclaim Entertainment             | Sparatutto                         | data sconosciuta                    |
| Tzar: El Cid y la Reconquista                  | Haemimont Games                   | Strategia in tempo reale           | data sconosciuta                    |
| Tzar: Excalibur e il Re Artù                   | Haemimont Games                   | Strategia in tempo reale           | 6 ottobre 2004 2000                 |
| Tzar: L'impero di Genghis Khan                 | Haemimont Games                   | Strategia in tempo reale           | 6 ottobre 2004 2000                 |
| Tzar: Los Dominios de la Magia                 | Haemimont Games                   | Strategia in tempo reale           | data sconosciuta                    |
| Tzar: The Burden of the Crown                  | Haemimont Games                   | Strategia in tempo reale           | data sconosciuta                    |
| V-Rally 2                                      | Eden Studios/Infogrames           | Simulatore di guida                | 2 marzo 2003                        |
| Virtua Tennis                                  | Sega AM-3/SEGA                    | Sportivo                           | 13 marzo 2005                       |
| Viva Football                                  | Crimson Studios                   | Sportivo                           | data sconosciuta                    |
| World War II: Battle of Britain                | Empire Interactive                | Strategia                          | 27 aprile 2003                      |
| WorldShift                                     | Black Sea Studios                 | Strategia in tempo reale           | 26 dicembre 2006 data sconosciuta   |
| X-Plane 7 Flight Simulator                     | Laminar Research                  | Simulatore di volo                 | 2 dicembre 2006 22 aprile 2006      |
| X-Plane 8 Flight Simulator                     | Laminar Research                  | Simulatore di volo                 | data sconosciuta                    |

NOTA: la data di pubblicazione si riferisce alla prima edizione, italiana e/o spagnola, pubblicata e distribuita dalla FX Interactive.

## Edizioni Oro
Alcuni dei titoli di maggior successo della FX Interactive vengono pubblicati anche in edizioni speciali chiamate Edizione Oro. Altri come ad esempio Call of Juarez erano stati invece sviluppati e pubblicati direttamente in questa edizione, cioè senza una confezione originale singola. Le Edizioni Oro contengono, oltre al titolo principale, espansioni o eventuali sequel.
- American Conquest (Edizione Oro): contenente il videogioco originale e l'espansione Fight Back;
- Blood Bowl: Legendary Edition (Edizione Oro): contenente il videogioco originale più dei contenuti extra;
- Call of Juarez (Edizione Oro): contenente il videogioco omonimo, un manuale a colori e una mappa del tesoro;
- Cossacks (Edizione Oro): contenente il videogioco Cossacks: European Wars, e le espansioni Art of War e Back to War;
- Emergency 4 (Edizione Oro): contenente il videogioco omonimo e l'espansione Emergency 4 - Deluxe Edition;
- Imperivm (Edizione Oro): contenente quattro titoli della serie di "Imperivm", i quali sono Imperivm: Civitas, Imperivm: La guerra gallica, Imperivm: Le grandi battaglie di Roma e Imperivm: Le guerre puniche;
- Men of War (Edizione Oro): contenente il videogioco originale e l'espansione Red Tide;
- Painkiller (Edizione Oro): contenente il videogioco originale e l'espansione Battle Out of Hell;
- Patrician IV (Edizione Oro): contenente il videogioco originale e la sua espansione Rise of a Dynasty;
- Robin Hood (Edizione Oro): contenente il videogioco omonimo, un manuale a colori e delle mappe con i segreti;
- Sacred (Edizione Oro): contenente il videogioco Sacred: La leggenda dell'arma sacra e l'espansione Underworld;
- Silverfall (Edizione Oro): contenente il videogioco omonimo e l'espansione Earth Awakening;
- Sniper: Ghost Warrior (Edizione Oro): contenente il videogioco originale, un manuale a colori e un codice multiplayer;
- Syberia (Edizione Oro): contenente il videogioco Syberia e il sequel Syberia 2;
- TrackMania (Edizione Oro): contenente il videogioco originale e le espansioni Power Up e Speed Up;
- Tzar (Edizione Oro): contenente tre videogiochi della serie "Tzar", i quali sono Tzar: The Burden of the Crown, Tzar: El Cid y la Reconquista e Tzar: Excalibur e il Re Artù;
- Wings of Prey (Edizione Oro): contenente il videogioco omonimo e l'espansione Wings of Luftwaffe;
- ??? (Edizione Oro): contenente il videogioco Patrician I e i sequel Patrician II e Patrician III.

## Anthology
- American Conquest

1) American Conquest
2) American Conquest: Fight Back
3) American Conquest: Divided Nation
- Cossacks:

1) Cossacks: European Wars
2) Cossacks: The Art of War
3) Cossacks: Back to War
- Death to Spies

1) Death to Spies
2) Death to Spies: Moment of Truth
- Disciples II:

1) Disciples II: Dark Prophecy
2) Disciples II: Gallean's Return
- Drakensang:

1) Drakensang: The Dark Eye
2) Drakensang: The River of Time
3) Drakensang: Phileasson's Secret
- FlatOut:

1) FlatOut
2) FlatOut 2
3) FlatOut Ultimate Carnage
- Imperivm:

1) Imperivm: La guerra gallica
2) Imperivm: Le guerre puniche
3) Imperivm: Le grandi battaglie di Roma
4) Imperivm: Civitas
- Imperivm Civitas:

1) Imperivm: Civitas
2) Imperivm: Civitas II
3) Imperivm: Civitas III
- Imperivm Totale:

1) Imperivm: La guerra gallica
2) Imperivm: Le guerre puniche
3) Imperivm: Le grandi battaglie di Roma
4) Imperivm: Civitas
5) Imperivm: Civitas II
6) Imperivm: Civitas III
- Impero dei Mari:

1) Patrician III
2) Port Royale 2
3) Tortuga
- King's Bounty:

1) King's Bounty: The Legend
2) King's Bounty: Armored Princess
3) King's Bounty: Crossworlds
- Men of War Collezionista:

1) Men of War
2) Men of War: Red Tide
3) Men of War: Assault Squad
4) Men of War: Condemned Heroes
5) Men of War: Vietnam
- Real Warfare

1) XIII Secolo - La morte e la gloria
2) Real Warfare 1242
- Sherlock Holmes:

1) Sherlock Holmes - L'avventura
2) Sherlock Holmes e il Re dei Ladri
3) Sherlock Holmes contro Jack lo Squartatore
- Sparta:

1) Sparta - La battaglia delle Termopili
2) Sparta II - Le conquiste di Alessandro Magno
- Strategia Storica

1) American Conquest
2) Cossacks: European Wars
3) Blitzkrieg
- Trilogia Dragon's Lair

1) Dragon's Lair
2) Dragon's Lair II: Time Warp
3) Space Ace
- Tropico Collezionista

1) Tropico
2) Tropico: Paradise Island
3) Tropico 2: Il covo dei pirati
4) Tropico 3
5) Tropico 3: Absolute Power
- Tropico Global Power

1) Tropico
2) Tropico: Paradise Island
3) Tropico 2: Il covo dei pirati
4) Tropico 3
5) Tropico 3: Absolute Power
6) Tropico 4
7) Tropico 4: Modern Times
- Tzar:

1) Tzar: The Burden of the Crown
2) Tzar: El Cid y la Reconquista
3) Tzar: Excalibur e il Re Artù
4) Tzar: L'impero di Genghis Khan
5) Tzar: Los Dominios de la Magia
NOTA 1: Il gioco Disciples II è l'unico pubblicato direttamente in formato Anthology;
NOTA 2: I titoli anthology Trilogia Dragon's Lair e Tzar sono stati commercializzati solo in Spagna.

## Raccolte MVM
Dal 2002 al 2007, la FX Interactive ha pubblicato alcuni dei suoi titoli in raccolte speciali chiamate MVM (I migliori videogiochi del mondo). I titoli, 10 per ogni raccolta, sono stati pubblicati settimanalmente in abbinamento a un quotidiano nazionale.
In Italia sono state pubblicate tre raccolte MVM (dal 2004 al 2006) in abbinamento al settimanale della La Gazzetta dello Sport SportWeek.
In Spagna sono state invece pubblicate sei raccolte MVM (dal 2002 al 2007) in abbinamento al quotidiano nazionale El Mundo. Entrambi i quotidiani fanno capo alla stessa casa editrice, la RCS. Ogni edizione era aperta da un gioco di corse.

### Raccolte MVM - Italia
|  | MVM 2004 1. 02/10/04 - Colin McRae Rally 2.0 2. 09/10/04 - Imperivm: Le guerre puniche 3. 16/10/04 - PC Atletica Oro 4. 23/10/04 - Runaway: A Road Adventure 5. 30/10/04 - Superbike Racing 6. 06/11/04 - Tzar: Excalibur e il Re Artù 7. 13/11/04 - Football Generation 8. 20/11/04 - Apache vs. Havoc 9. 27/11/04 - Fritz 6 10. 04/12/04 - Hollywood Monsters                   |  | MVM 2005 1. 15/10/05 - TOCA Race Driver 2. 22/10/05 - MotoGP 3: Ultimate Racing Technology 3. 29/10/05 - Imperivm: Le grandi battaglie di Roma 4. 05/11/05 - Supreme Snowboarding 5. 12/11/05 - Port Royale 6. 19/11/05 - Pro Beach Soccer 7. 26/11/05 - Sacred: La leggenda dell'arma sacra 8. 03/12/05 - Delta Force 2 9. 10/12/05 - Dracula II 10. 17/12/05 - Mars Invader |  |
|  | |  | |  |
|  | MVM 2006 1. 16/10/06 - TOCA Race Driver 2 2. 21/10/06 - Codename: Panzers Phase I 3. 28/10/06 - Ski Alpin 4. 04/11/06 - Crazy Taxi 3 5. 11/11/06 - American Conquest (Edizione Oro) 6. 18/11/06 - Delta Force: Black Hawk Down 7. 25/11/06 - Syberia (Edizione Oro) 8. 02/12/06 - X-Plane 7 Flight Simulator 9. 09/12/06 - Scacchi Premium 10. 18/12/06 - Cossacks: European Wars |  | |  |
|  | |  | |  |

### Raccolte MVM - Spagna
|  | MVM 2002 1. Sega Rally 2 2. Hollywood Monsters 3. Tzar: Excalibur e il Re Artù 4. Turok: Dinosaur Hunter 5. Roland Garros 2002 6. Castrol Honda Superbike 2000 7. Viva Football 8. Fritz 5 9. F-22 Total Air War 10. Rayman |  | MVM 2003 1. 02/03/03 - V-Rally 2 2. 09/03/03 - Half-Life 3. 16/03/03 - Runaway: A Road Adventure 4. 23/03/03 - Civilization II 5. 30/03/03 - PC Atletica Oro 6. 06/04/03 - Real War 7. 13/04/03 - The House of the Dead 8. 20/04/03 - Football Generation 9. 27/04/03 - World War II: Battle of Britain 10. 04/05/03 - Dragon's Lair                                                                                |  |
|  | |  | |  |
|  | MVM 2004 1. 29/02/04 - Colin McRae Rally 2.0 2. 07/03/04 - Imperivm: La guerra gallica 3. 14/03/04 - The Longest Journey 4. 21/03/04 - Torrente: El Juego 5. 28/03/04 - Patrician II 6. 04/04/04 - The House of the Dead 2 7. 11/04/04 - Apache vs. Havoc 8. 18/04/04 - Crazy Taxi 9. 25/04/04 - Fritz 6 10. 02/05/04 - StarCraft                                                |  | MVM 2005 1. 27/02/05 - Pro Race Driver 2. 06/03/05 - Imperivm: Le guerre puniche 3. 13/03/05 - Virtua Tennis 4. 20/03/05 - Sacred: La leggenda dell'arma sacra 5. 27/03/05 - Supreme Snowboarding 6. 03/04/05 - Port Royale 7. 10/04/05 - MotoGP: Ultimate Racing Technology 8. 17/04/05 - Dracula II 9. 24/04/05 - Delta Force 2 10. 01/05/05 - Mars Invader                                                       |  |
|  | |  | |  |
|  | MVM 2006 1. 19/02/06 - Colin McRae Rally 04 2. 25/02/06 - Imperivm: Le grandi battaglie di Roma 3. 04/03/06 - Crazy Taxi 3 4. 11/03/06 - Codename: Panzers Phase I 5. 18/03/06 - Ski Alpin 6. 25/03/06 - Patrician III 7. 01/04/06 - Delta Force: Black Hawk Down 8. 08/04/06 - Fritz 8 9. 22/04/06 - X-Plane 7 Flight Simulator 10. 29/04/06 - American Conquest (Edizione Oro) |  | MVM 2007 1. 11/02/07 - TOCA Race Driver 2 2. 18/02/07 - MotoGP 3: Ultimate Racing Technology 2 3. 25/02/07 - Codename: Panzers Phase II 4. 04/03/07 - TrackMania (Edizione Oro) 5. 11/03/07 - Sherlock Holmes - L'avventura 6. 18/03/07 - Cossacks (Edizione Oro) 7. 25/03/07 - FlatOut 2 8. 01/04/07 - Painkiller (Edizione Oro) 9. 08/04/07 - Strike Fighters Flight Simulator 10. 15/04/07 - Tzar (Edizione Oro) |  |

## 10º Anniversario
In occasione del 10º anno di attività, la FX Interactive ha pubblicato la Collezione 10º Anniversario FX contenente i titoli:
- Tzar: Excalibur e il Re Artù
- Imperivm: La guerra gallica
- Runaway: A Road Adventure
- Sacred (Edizione Oro)
- Strategia Storica
- Port Royale 2: Impero e pirati
- Codename: Panzers Phase II
- Ski Alpin
- Imperivm: Civitas
- Sparta - La battaglia delle Termopili